# Eugenie Clark

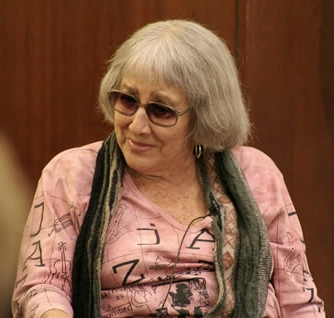
Eugenie Clark 2011

Eugenie Clark (* 4. Mai 1922 in New York City; † 25. Februar 2015 in Sarasota, Florida) war eine US-amerikanische Zoologin und Professorin.
Die Ichthyologin ist bekannt für ihre Arbeiten zu giftigen Fischen und das Erforschen der Verhaltensweisen von Haien, was ihr den Spitznamen The Shark Lady einbrachte. Sie gilt als Pionierin des Gerätetauchens bei der Erforschung der Fische unter natürlichen Lebensbedingungen und arbeitete u. a. mit der National Science Foundation oder der National Oceanic and Atmospheric Administration zusammen. Über ihr Wirken wurde u. a. im National Geographic Magazine sowie in mehreren TV-Dokumentationen berichtet. Clark lehrte an mehreren Universitäten weltweit und war Mitbegründerin des Mote Marine Laboratory. Sie veröffentlichte zahlreiche Arbeiten, war selbst Gegenstand mehrerer Bücher und erhielt zahlreiche Auszeichnungen. Weiterhin wurden mehrere Fischarten, wie z. B. der Callogobius clarki, nach Eugenie Clark benannt. Clark starb am 25. Februar 2015 im Alter von 92 Jahren in ihrem Zuhause in Sarasota, Florida, an den Folgen einer Erkrankung an Lungenkrebs.